# (118173) Barmen
(118173) Barmen ist ein Asteroid des äußeren Hauptgürtels, der von dem deutschen Astronomen Freimut Börngen am 11. April 1991 an der Thüringer Landessternwarte Tautenburg (IAU-Code 033) entdeckt wurde.
Die Bahn des Asteroiden wurde 2005 gesichert, so dass eine Nummerierung vergeben werden konnte. (118173) Barmen wurde auf Vorschlag von Freimut Börngen nach dem Wuppertaler Stadtteil Barmen benannt. Die Wahl fiel auf Barmen aufgrund der Barmer Theologischen Erklärung von 1934. Die Benennung des Asteroiden erfolgte am 9. November 2006. Börngen hat eine Reihe von Asteroiden nach protestantischen Themen benannt, zum Beispiel (118178) Rinckart nach Martin Rinckart und (120481) Johannwalter nach Johann Walter.